# Turecký čaj

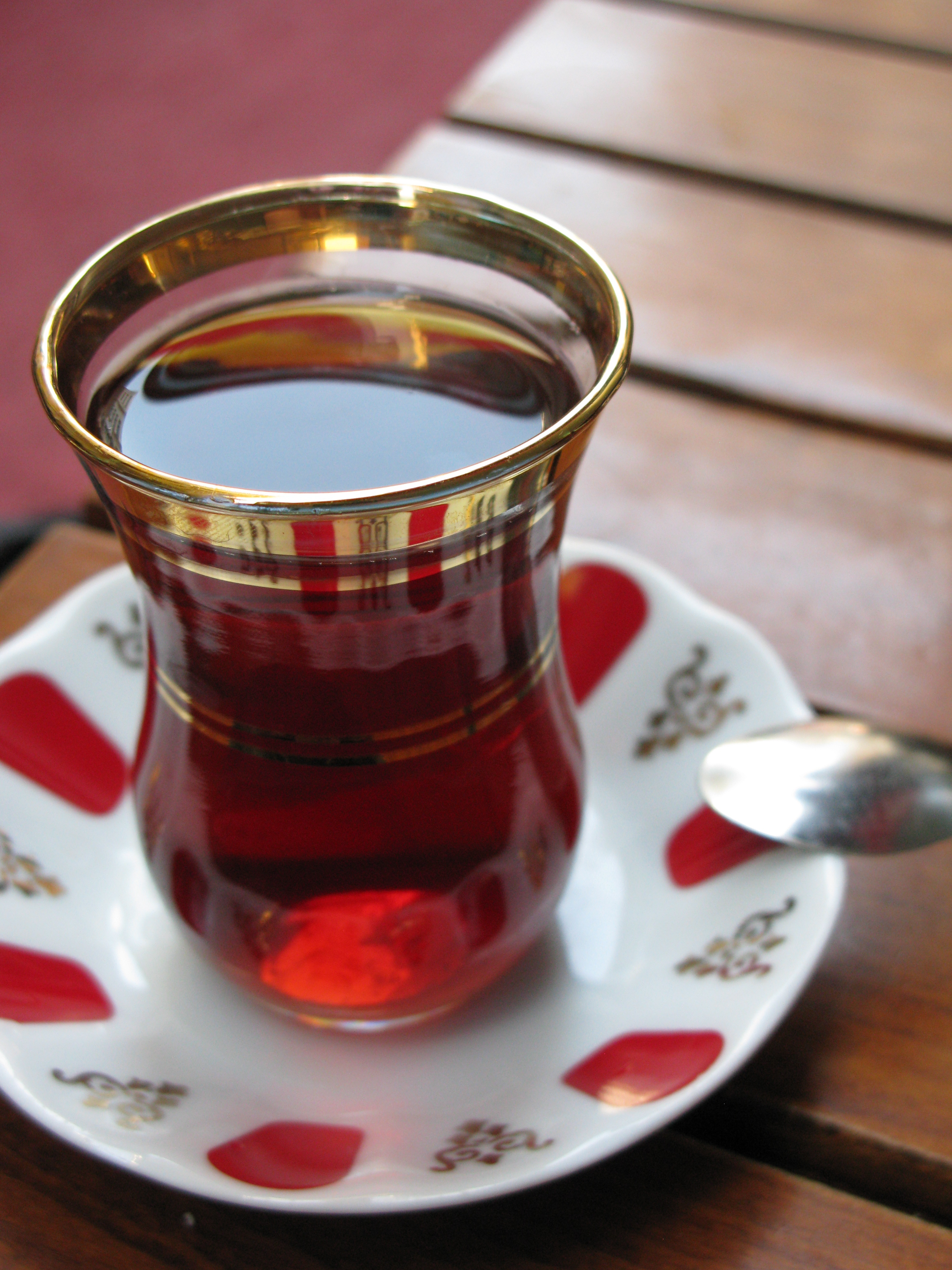
Turecký čaj v typické sklenici a malým porcelánovým podšálkem

Turecký čaj (turecky çay IPA [t͡ʃaj]) je druh čaje, oblíbený především v Turecku a celé turecké diaspoře, na severním Kypru a některých balkánských zemích.

## Pěstování
Turecký čaj je připravován z drceného druhu černého čaje Rize pěstovaného v provincii Rize na jižním pobřeží Černého moře. Tato oblast na východním pobřeží má mírné klima s dostatkem srážek a úrodnou půdu. 
V roce 2004 bylo v Turecku vyprodukováno 205 500 tun čaje (6,4 % celkové světové produkce), což ze země činí jeden z největších světových trhů s čajem. Pro domácí spotřebu bylo užito 120 000 tun a zbytek byl určen na export. Mimoto mělo Turecko v roce 2004 nejvyšší spotřebu čaje na osobu na světě – 2,5 kg, následovalo jej Spojené království (2,1 kg na osobu).

## Příprava čaje
Turecký čaj je zpravidla připravován pomocí dvojité konvice zvané „çaydanlık“. V konvici dole je voda, nahoře v menší konvičce suchý čaj, který se vařící vodou nejdříve prohřeje a pak se zalije částí vroucí vody ze spodní konvice. Tak vznikne koncentrovaný hnědočervený či karmínový čaj, který je dále ředěn podle chuti. Může tak vzniknout čaj silný, zvaný turecky koyu (znamená „tmavý“), tavsan kani (doslova „králičí krev“) tmavě hnědočevené barvy nebo světlý a „slabý“ acik. Čaj je horký naléván do malých sklenic tulipánovitého tvaru, přislazován je řepným cukrem, někdy je podáván i s citronem, ale vždy bez mléka.

## Galerie

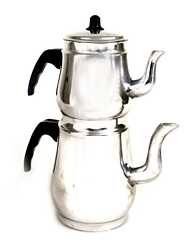
Hliníkový çaydanlık
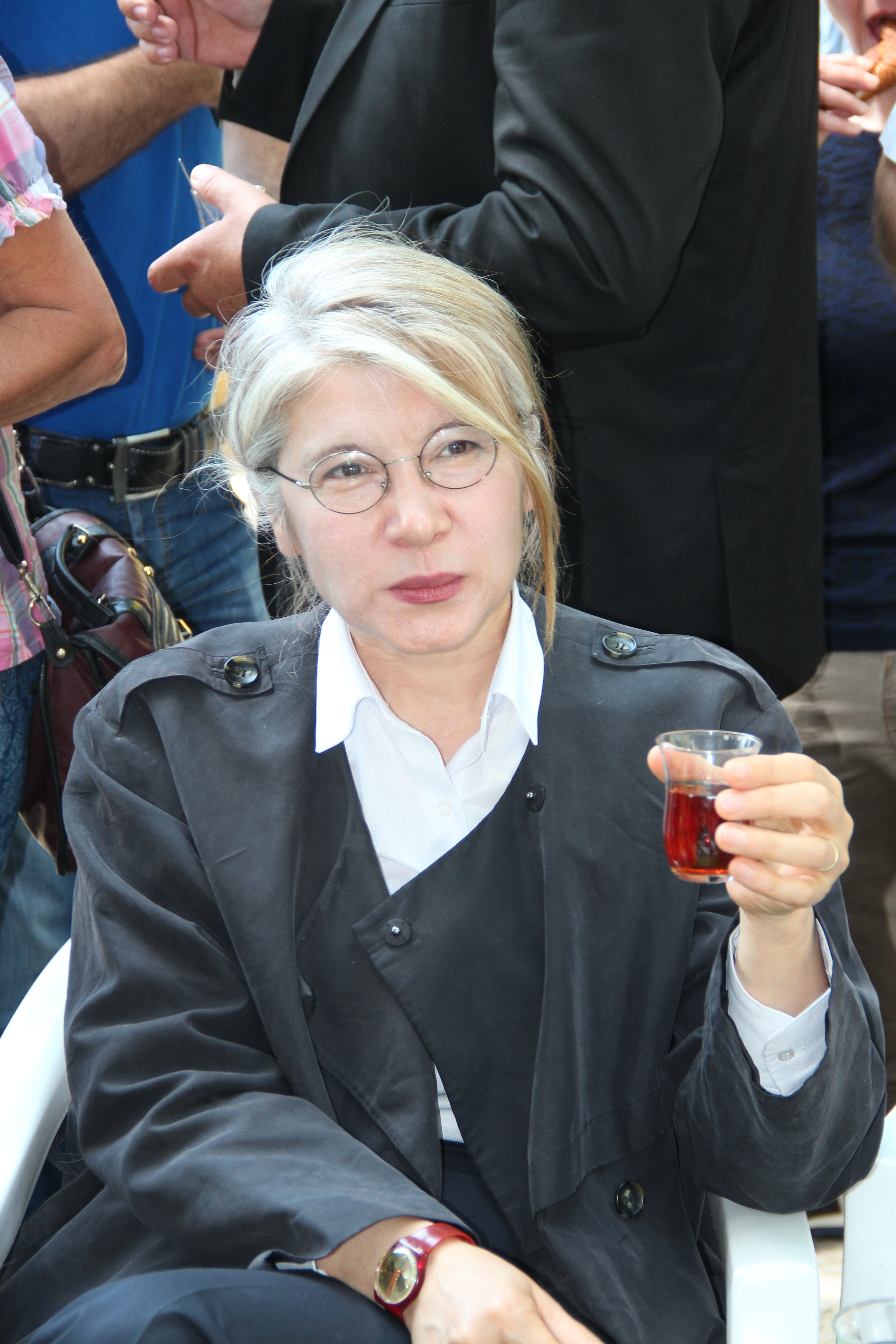
Bývalá turecká poslankyně Emine Ülker Tarhan se šálkem čaje
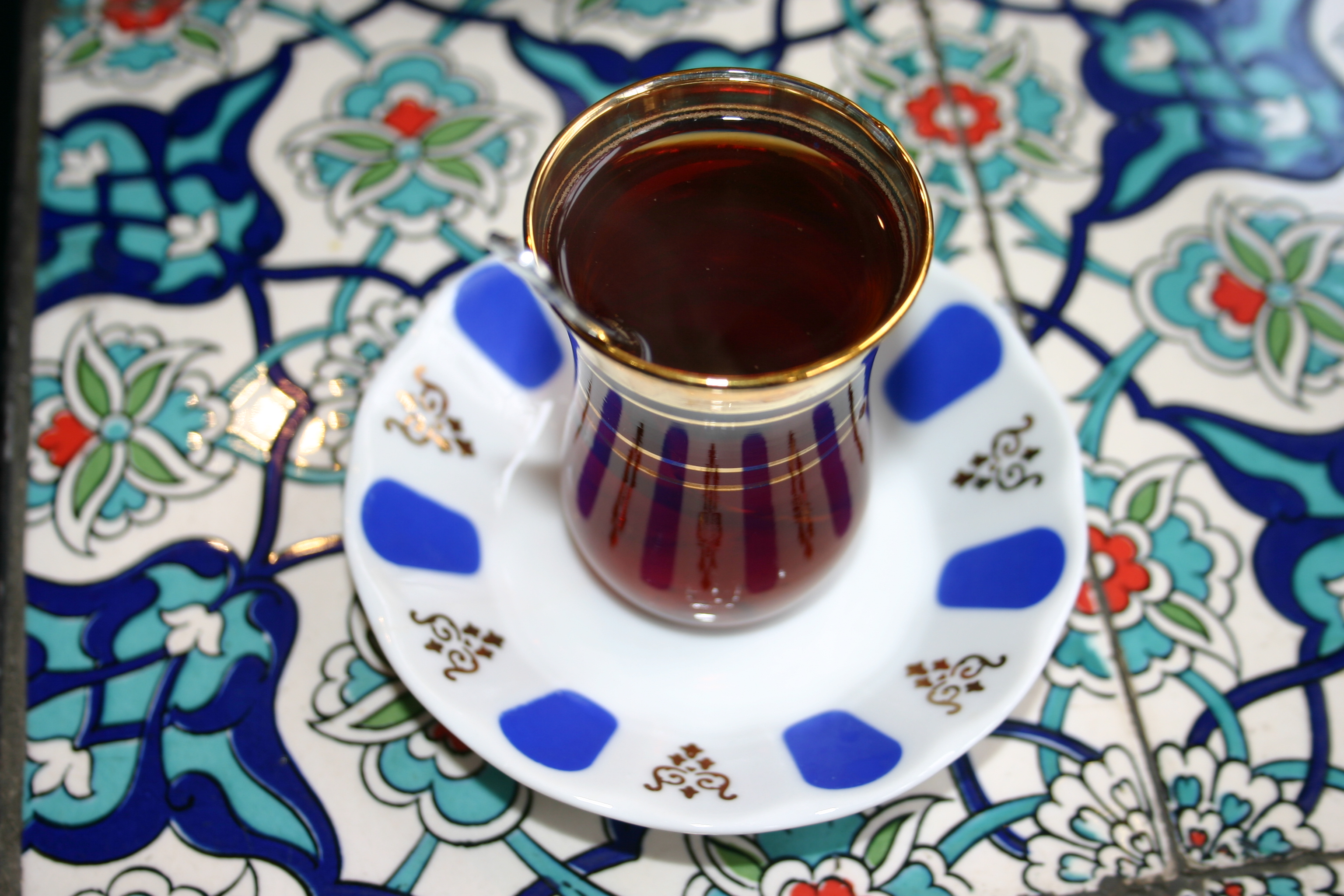
Turecký čaj